# しずてつジャストライン小鹿営業所
しずてつジャストライン小鹿営業所（おしかえいぎょうしょ）は、静岡市駿河区にあるしずてつジャストラインの営業所の一つ。ペットマークは地名にちなみシカ（牡鹿）。

## 概説
静岡鉄道自動車部の静岡市内のバス路線を管轄する営業所として、丸子営業所と共に1960年代前半に開設された営業所であり、2000年代前半にバス事業の分社化によって、しずてつジャストライン小鹿営業所となり今日に至る。
営業所の所在する駿河区豊田地域の乗合自動車事業は、戦後に模型メーカーとなるタミヤの創業者 田宮義雄が経営する田宮自動車商会が、1926年（大正15年）に静岡駅 - 小鹿間の免許を得て、1927年（昭和2年）から池田や大谷に至る路線を開設したのが始まりであり、1943年（昭和18年）10月に戦時統合により静岡鉄道に吸収された。
統合後は静岡鉄道自動車部静岡営業所が開設され、戦後復興から高度成長期に入った1950年代後半からは静岡第二営業所（静岡市国吉田）が郊外路線の殆どを所管していたが、1960年代に静岡小鹿営業所が誕生し、主に静岡駅から南部（現在の長田地域を除く駿河区）を起終点とする系統を静岡国吉田営業所と共に担うようになった。
1970年代以降、路線バスの利用者は減少の一途を辿って行くが、静岡駅南部の宅地化の進行に加え、営業所近隣には静岡競輪場、三菱電機静岡製作所、静岡済生会総合病院、静岡県立大学小鹿キャンパス（旧 静岡薬科大学 ）、静岡大学静岡キャンパス、カネボウ静岡工場跡地にもツインメッセ静岡（開業時は静岡産業館）など主要施設が多数立地していたことから、それらと新静岡・静岡駅を結ぶ系統が維持されてきた。また、1970年（昭和45年）に静岡鳥坂営業所、1978年（昭和53年）に唐瀬車庫（のちに静岡唐瀬営業所） が開設され、それらの営業所と管轄路線の再編を行い運用の効率化を進めたことで、1980年代末期に国吉田営業所が廃止された。
1990年代以降は、学校や病院、商業地と住宅地のアクセス向上のために静岡駅および新静岡駅を挟んだ南北主要路線の統合が行われ、他営業所との共管路線が増加した。
1990年代末期には規制緩和を前に静岡鉄道が大規模な廃止計画を発表し、以降は県や市との調整を図りながら路線の統廃合を進める一方で、静岡市のオムニバスタウンの指定と政令市移行を受け、車両施設の近代化・バリアフリー化を進めたことで、現在は小鹿営業所の在籍車両は貸切車両を除き、全て低床車（ノンステップ・ワンステップバス）となっている。
2000年代以降は少子化や人員不足などにより経営環境がますます厳しくなるなかで減便や路線の統廃合、管轄の再編が進んだ結果、現在では静岡駅南口に乗り入れる唯一の営業所となっている。

## 沿革
- 1961年（昭和36年）6月3日 - 静岡鉄道が「体質改善五ヶ年計画」を策定し、モータリゼーションによる経営の悪化や道路渋滞の原因とされた鉄軌道事業について、静岡清水線以外を廃止し路線バスへ転換することでバス事業を会社の根幹に据え、車両の若返りと輸送力増強に努めるという方針が示された。これを受け以降5年間で254両のバスを購入し193両の増車が計画された。また、急激に増加した交通量により市内の渋滞が頻発し輸送力が制限され始めたことから、バスターミナルの整備や営業所の郊外移転等、設備増強も計画された。[7]
- 1962年（昭和37年）
  - 9月15日 - 静岡市内線（静岡駅前 - 安西間）の廃止に伴い代行バス運行を開始。新静岡駅の電停バースがバスホームに転換された。[8][9]
  - 11月1日 - 新静岡バスセンターの増改築が完成した。[10]
- 1963年（昭和38年）
  - 7月4日 - 小鹿営業所の起工式が行われた。[11]
  - 9月 - 静岡鉄道自動車部静岡小鹿営業所（静岡市小鹿252-1）を開設し、それまで静岡第一営業所（静岡市鷹匠町）と静岡第二営業所（静岡市国吉田）の管轄していた路線の一部を移管した。これにより静岡市内の乗合事業を所管する営業所は２営業所体制から、自動車静岡運行管理所（新静岡）に対して静岡国吉田営業所（静岡市国吉田546）、静岡丸子営業所、静岡小鹿営業所の郊外3営業所体制となった。[3][12][13]
- 1964年（昭和39年）1月 - 新静岡駅ターミナルビルおよび新静岡バスターミナルの建設が発表され、工事が開始された。[14]
- 1966年（昭和41年）
  - 5月10日 - 新静岡バスターミナルが竣工し、自動車静岡運行管理所が「新静岡バスセンター」となった。
  - 5月15日 - 新静岡駅ターミナルビルが「新静岡センター」として開業した。[15]
- 1970年（昭和45年）
  - 4月1日 - 地番変更により住所が小鹿2丁目25番57号となった。[16]
  - 4月22日 - 清水市鳥坂に静岡鳥坂営業所が竣工し、[17]郊外路線や貸切バス事業が国吉田営業所から静岡丸子営業所と静岡鳥坂営業所に移管された。これにより静岡市内は4営業所体制となり、以降は静岡丸子営業所と静岡鳥坂営業所が主にツーマン運行を要する市内路線や郊外山間路線、長距離路線、貸切バスを所管し、静岡国吉田営業所と静岡小鹿営業所が主に市内ワンマン路線を所管するようになった。
- 1977年（昭和52年）2月 - 営業所社屋の改築工事が完了し、建物1Fが整備場となった。[18]
- 1978年（昭和53年）頃 時期不詳 - 静岡市北部（城北、城東地域）の人口増加に対応した効率的運用のため、静岡市岳美に唐瀬車庫（のちに唐瀬営業所）が開設された。
- 1989年（平成元年）８月 - 国吉田営業所が廃止された。
- 1998年（平成10年）6月 - 静岡鉄道がバス事業の規制緩和を前に「乗合バス不採算路線計画」として不採算路線の大規模な廃止計画を発表した。[19]
- 2002年（平成14年）10月1日 - バス事業の分社化によりしずてつジャストライン小鹿営業所として営業を開始した。[20]

## 現在の営業路線

### みなみ線
- 運行系統および主要停留所
  - 競輪場前 → 三菱電機前 → 済生会病院正面 → 農業会館前 → 小黒二丁目東 → 八幡二丁目 → 静岡駅南口（止）→ 中田小学校 → 駿河区役所静岡新聞社 → 静岡総合庁舎（止） → 三菱電機前（午前9時台迄）/ 競輪場入口 → 競輪場前 → 小鹿営業所（17　内回り）
  - 競輪場前 → 三菱電機前 → 静岡総合庁舎 → 駿河区役所静岡新聞社 → 中田小学校 → 静岡駅南口 → 八幡二丁目 → 小黒二丁目東 → 農業会館前 → 済生会病院正面 → 三菱電機前（午前9時台迄）/ 競輪場入口 → 競輪場前 → 小鹿営業所（18　外回り）
- 概説
  - 1980年代初頭、静岡駅南口地区の市街地再開発事業にあわせたバス交通の拠点機能の整備が計画され、従来の新静岡駅一点集中型から、新たに静岡駅南部地区に交通結節点を付加するため、[21]従来の新静岡を起点とする「駅南小鹿線」「石田豊田線」に代わる新たな静岡駅南口を起終点とする路線が「みなみ循環線」として開設された。さらに2000年代後半には小鹿営業所および競輪場前停留所を起終点とする「みなみ線」へと路線名称が変更され「小鹿線」が運休となったことで、現在は小鹿地区から静岡駅北口・新静岡方面は「美和大谷線」、静岡駅南口方面には「みなみ線」へと旅客の流動が集約されている。
  - 日中は静岡駅南口を10分間隔で「内回り」「外回り」が交互に発車するダイヤとなっている。また、両まわり共に静岡駅南口から小鹿営業所方面に向かう運行には三菱電機前経由と競輪場入口経由が存在し、始発から三菱電機前停留所を朝9時45分までに通過する便が全て三菱経由、以降の便は競輪場入口経由となる。なお、内回りの平日7時台には静岡駅南口止まり、21時台には静岡総合庁舎止まりとなる区間便も存在する。
- 沿革
  - 1981年（昭和56年）12月16日 - 「みなみ循環線」として運行を開始した。当初は以下の停留所に停車していた。
    - （18 ←小鹿廻り） 静岡駅南口 - 稲川町 - 南署前 - ライフランド静岡前 - 馬渕四丁目 - 見瀬 - 中村町上 - 中田 - 南消防署前 - 石田 - 静岡新聞社前 - 職業訓練校前 - 市立商業前 - 有明町南 - 有明町北 - 産業館前 - 豊田中学校前 - 小鹿局前（ - 三菱電機入口 - 競輪場前 - 競輪場入口 - ） - 小鹿局前 - 済生会病院前 - 農業会館前 - 曲金入口 - 小黒二丁目東 - 小黒二丁目 - 八幡二丁目 - 八幡三丁目 - 稲川町 - 静岡駅南口（馬渕まわり→ 17）※三菱入口を午前9時台まで通過便は三菱経由、10時台以降は競輪場入口経由

  - 1984年（昭和59年）4月8日 - 同日現在の時刻表ではラッシュ時を除き概ね21分間隔で運行していた。
  - 1997年（平成9年）4月1日 - 市道宝台院下島線の伊河麻神社西交差点から市道中野小鹿線（通称 SBS通り）交差点までの拡幅工事の完了に伴い「大浜麻機線」と重複する馬渕・見瀬経由から新区間の中田小学校経由（中田小学校 - 中田三丁目西区間）に運行経路が変更された。
    - （18 ←小鹿廻り） 静岡駅南口 - 稲川町 - 伊河麻神社前 - 中田小学校 - 中田二丁目 - 中田三丁目 - 南消防署 - 石田 - 静岡新聞社前 - ポリテクセンター静岡 - 市立商業前 - 有明町南 - 静岡総合庁舎 - 豊田中学ツインメッセ前 - 豊田一丁目 - 小鹿局前（ - 三菱電機入口 - 競輪場前 - 競輪場入口 - ）- 小鹿局前 - 済生会病院前 - 農業会館前 - 曲金入口 - 小黒二丁目東 - 小黒二丁目 - 八幡二丁目 - 八幡三丁目 - 稲川町 - 静岡駅南口（中田まわり→ 17）

  - 2007年（平成19年）4月16日 - 競輪場前・小鹿営業所を起終点とする路線となり「みなみ線」に名称が変更された。
    - 競輪場前 → 県立短大 → 三菱電機前 → 済生会病院正面 → 農業会館前 → 小黒二丁目東 → 八幡二丁目 → 静岡駅南口 → 稲川町 → 中田小学校→ 駿河区役所静岡新聞社 → 駿河総合高校前 → 静岡総合庁舎前 → 豊田中学ツインメッセ前 → 三菱電機前 / 競輪場入口 → 競輪場前 → 小鹿営業所（17　中田経由）
    - 競輪場前 → 県立短大 → 三菱電機前 → 豊田中学ツインメッセ前 → 静岡総合庁舎前 → 駿河総合高校前 → 駿河区役所静岡新聞社 → 中田小学校 → 静岡駅南口 → 八幡二丁目 → 小黒二丁目東 → 農業会館前 → 済生会病院正面 → 三菱電機前 / 競輪場入口 → 競輪場前 → 小鹿営業所（18　曲金経由）

  - 2015年（平成27年）10月1日 - 中田経由は内回り、曲金経由は外回りに案内名称を変更した。

### 美和大谷線
- 運行系統および主要停留所
  - （127）奥長島・（126）足久保団地 - 美和中学校前 -（124）美和団地 - 安倍口団地（早朝の美和方面行は経由せず） - 西ヶ谷運動場入口 - 秋山町 - 籠上 - 中町 - 新静岡 - 静岡駅前 - 栄町 - 下横田 - 競輪場入口 - 堀ノ内 - 静岡大学（35）- 井庄・大谷小学校（ - ふじのくに地球環境史ミュージアム（37））- 東大谷（34）
  - （127）奥長島・（126）足久保団地 - 美和中学校前 -（124）美和団地 - 安倍口団地（早朝の美和方面行は経由せず） - 西ヶ谷運動場入口 - 秋山町 - 籠上 - 中町 - 新静岡 - 静岡駅前 - 栄町 - 下横田 - 競輪場入口 - 堀ノ内 - 片山南 - 井庄・大谷小学校（ - ふじのくに地球環境史ミュージアム（38））- 東大谷（36）
- 概説
  - 1995年（平成7年）に鳥坂営業所の所管する「美和線」と小鹿営業所の「小鹿大谷線」を統合し開設された路線であり、鳥坂営業所,丸子営業所との共管路線である。[5]
  - 原田 - 奥長島間は事業者単独では路線維持が困難なことから、静岡市の補助（静岡市バス路線維持費補助金）を受けて運行している[22]。

### 県立病院高松線
- 運行系統および主要停留所
  - 唐瀬営業所（90） - 県立総合病院（70） - 柳新田辻 - アイセル21 - 英和女学院前 - 中町 - 新静岡 - 静岡駅前 - 南郵便局ツインメッセ前 - 登呂コープタウン（20。唐瀬営業所発便は22）
- 概説
  - 1994年（平成6年）に唐瀬営業所の所管する「県立総合病院線」と小鹿営業所の「小黒富士見線」を統合し誕生した路線であり、唐瀬営業所との共管路線である。[5]
  - 小鹿営業所の運用は全て県立総合病院発着となる。
  - 2020年8月24日のダイヤ改正からは平日に限り、丸子営業所との共管となった。

### 大浜麻機線
- 運行系統および主要停留所
  - （73）麻機北・（72）麻機 - 麻機小学校 -（74）唐瀬 - 北安東三丁目 - 記念碑前 - 安東小学校前 - 安東一丁目 - 長谷通り - 中町 - 新静岡 - 静岡駅前 - 馬渕三丁目 - 馬渕四丁目 - 見瀬Daiichi-TV入口 - 大浜・大浜プール（26）
- 概説
  - 麻機（あさばた）街道（市道麻機街道線）、安東中央幹線、中町長谷通線、大浜街道（市道大浜街道線）を経由して、静岡市葵区の麻機（あさばた）地区と駿河区沿岸部の大浜地区を南北に結ぶ路線であり、1960年代前半に静岡駅前の渋滞緩和のために「大浜線」と「麻機線」を統合して開設された。開設当初は静岡第二営業所の管轄で、機構改正による静岡国吉田営業所と静岡小鹿営業所の共管、「中原池ヶ谷線」の分離に伴う静岡小鹿営業所単独での管轄を経て、現在は小鹿営業所、唐瀬営業所、丸子営業所の3営業所の共管路線となっている。
  - 終日約12分間隔で運行されており、平日朝1便のみ大浜発唐瀬止まり（74）と、平日夕1便のみ唐瀬発大浜行がある。また、安東小学校 - 英和女学院間、静岡駅近辺、馬渕一丁目－馬渕三丁目間は一方通行区間があるため、麻機方面行きと大浜方面行きで経由ルートが異なる。
  - 夏季の市営大浜プールの営業期間中は、大浜行きの日中一部便が大浜プール行きとして行先変更される。また、1980年代から90年代にかけては国吉田営業所から東豊田地域を経由して大浜プールに乗り入れる「小鹿大浜線」、丸子営業所から長田地区を経由してに大浜プールに乗り入れる「丸子大浜線」が夏季のみ運行されていた。
- 沿革
  - 1962年（昭和37年）11月 - 「大浜線」と「麻機線」を統合し開設された。新静岡を経由せず、御幸町交差点付近の御幸町停留所の停車であった。[23]静岡駅 -大浜間は見瀬経由と中原経由、静岡駅 - 麻機間には安東小学校・記念碑前経由と赤鳥居・臨済寺前経由が運行されていた。また「映画バス」として七間町発の安東小学校経由麻機行、石田経由大浜行が22時台にそれぞれ1本づつ運行されていた。
    - 麻機 - 農協前 - 唐瀬 - 池ヶ谷 - 大岩東 - 安東学校前 - 御幸町 - 静岡駅前 - 馬渕六丁目 - 見瀬 - 大浜
    - 麻機 - 農協前 - 唐瀬 - 池ヶ谷 - 大岩東 - 安東学校前 - 御幸町 - 静岡駅前 - 石田 - 下島 - 大浜
    - 麻機 - 農協前 - 唐瀬 - 池ヶ谷 - 大岩東 - 安東学校前 - 御幸町 - 静岡駅前 - 中原町 - 大里中学校前 - 中島 - 大浜
    - 池ヶ谷 - 臨済寺前 - 御幸町 - 静岡駅前 - 中原町 - 大里中学校前 - 中島 - 大浜
    - 七間町 → 御幸町 → 静岡駅前 → 石田 → 下島 → 大浜
    - 麻機 ← 農協前 ← 唐瀬 ← 池ヶ谷 ← 大岩東 ← 安東学校前 ← 七間町

  - 1963年（昭和38年）
    - 4月16日 - ラッシュ緩和を中心としたダイヤ改正により増回された。[24]
    - 9月 - 静岡国吉田営業所と静岡小鹿営業所の共管路線となった。

  - 1966年（昭和41年）5月10日 - 新静岡センター新バスターミナルが開業し、乗り入れを開始した。また、同日現在の時刻表では、中原経由および石田経由が国吉田営業所の管轄する「中原池ヶ谷線」として分離され、小鹿営業所のみの管轄となっている。
    - 麻機 - 唐瀬 - 池ヶ谷 - 記念碑前 - 安東小学校前 - 長谷通り - 英和女学院前 - 中町 - 県庁前 - 新静岡 - 静岡駅前 - 馬渕六丁目 - 見瀬 - 西脇 - 大浜

  - 1968年（昭和43年）9月 - 静岡鉄道不動産部が麻機地区（現 静岡市葵区北）に77戸を分譲した。
  - 1971年（昭和46年）12月 - 静岡鉄道不動産部が麻機地区（現 静岡市葵区北）に195戸を分譲した。
  - 1973年（昭和48年）- 県営麻機羽高団地が建設され、麻機停留所に転回場が整備された。
  - 1975年（昭和50年）12月 - 同月現在の時刻表では次の経路を日中15分間隔で運行されていた。
    - （72）麻機 - 国立療養所 - 池ヶ谷 - 記念碑前 - 安東小学校前 - 長谷通り - 英和女学院前 - 中町 - 県庁前 - 新静岡 - 静岡駅前 - 馬渕六丁目 - 見瀬 - 西脇 - 大浜会館（26）

  - 1979年（昭和54年）7月 - 水落町・こども病院入口経由が認可された。[25]
  - 1980年（昭和55年）1月11日 - 宝台橋の撤去工事が開始された。[26]
  - 1983年（昭和58年）- 静岡唐瀬営業所の開設に伴い同営業所と小鹿営業所の共管路線となった。
  - 1987年（昭和62年）- 水落町・こども病院入口経由（73）系統が「こども病院線」に分離統合された。
  - 1990年（平成2年）4月1日 - 県営北団地、麻機ヶ団地、みどりヶ丘団地などの住民の要望を受け、麻機から麻機北まで延伸した。[27]
    - （73）麻機北 -（72）麻機 - 国立療養所入口 - 唐瀬 - 池ヶ谷 - 記念碑前 - 安東小学校前 - 長谷通り - 英和女学院前 - 中町 - 県庁前 - 新静岡 - 静岡駅前 - 馬渕六丁目 - 見瀬 - 西脇 - 大浜・大浜プール（26）

  - 1992年（平成4年）- バスロケーションシステムが導入された。[28]
  - 2020年（令和2年）8月24日 - 平日に限り丸子営業所との共管となった。
  - 2023年（令和5年）8月1日 - 麻機大橋架け替え工事に伴い、麻機北系統が麻機停留所を経由しない運行経路に変更された。

### 石田街道線
- 運行系統および主要停留所
  - 静岡駅南口 - 城南静岡高入口 - 登呂遺跡入口 - 登呂遺跡（11）
  - 静岡駅南口 - 城南静岡高入口 - 登呂遺跡入口 - 敷地北 - 高松 - 東大谷（12）
  - 静岡駅南口 - 城南静岡高入口 - 登呂遺跡入口 - 下島 - 高松（12-1） - 東大谷（12-2）
  - 東大谷 - 青沢 - 久能こども園前 - 久能学校前 - 久能山下（14）
- 概説
  - 登呂遺跡行は24分に1本。東大谷行は敷地北経由（12）と下島経由（12-2）が24分間隔で交互に運転されている。平日最終2便は高松止まり（12-1）となる。
  - 大谷－久能山下間は、かつて海沿いを走る新道（国道150号線）経由の便が設定されていたが、現在は全便旧道（市道大谷久能線）経由となっている。また、旧道は道幅が狭く大型車の通行は困難なため、中型車の限定運用となっている。
- 沿革
  - 2008年（平成20年）
    - 4月1日 - 「登呂線」「石田大谷線」「静岡久能山線」を統合して開設された。旧登呂線が唐瀬営業所から小鹿営業所に移管され、鳥坂営業所との共管路線となった。
    - 10月 - 大谷、久能山系統が鳥坂営業所から移管され、小鹿営業所単独の管轄路線となった。

  - 2009年（平成21年）4月 - 新静岡バスターミナル改築工事により原則として静岡駅南口発着に変更された（土・休日の東大谷行き始発便のみ静岡駅北口発で下島経由）。これに伴い、新静岡－登呂遺跡で使用していた系統番号10は欠番となった。
  - 2010年（平成22年）10月 - 大谷地区区画整理事業により東大谷停留所が移設のうえ転回場が整備され、大谷系統が東大谷まで延伸した。これにより、これまで大谷－久能山下間で運行されていた区間便は、東大谷－久能山下間に短縮された。
  - 2020年（令和2年）6月 - 東大谷 - 久能山下の区間系統が西久保営業所との共管となった。
  - 2021年（令和3年）3月 - 静岡駅南口 - 久能山下間の直通便が休止され、東大谷で18時台まで1時間に1本程度運行されている区間便に乗り換えとなった。区間便は全て西久保営業所の管轄となった。

### 日本平線
- 新静岡 - 静岡駅前 - 小黒二丁目 - 東静岡駅南口 - 動物園入口 - 英和学院大学池田山団地（41）- 舞台芸術公園 - 日本平ロープウェイ（42）
- 日本平動物園 → 動物園入口 → 東静岡駅南口 → 小黒二丁目 → 静岡駅前 → 新静岡（土日祝日夕方1本のみ）
  - かつて日本平動物園行きは「動物園線」を名乗っていたが、2007年4月16日改正で静岡日本平線に整理統合された。
  - 平日ダイヤでは、東静岡駅南口－英和学院大学池田山団地間の区間便が多く運行され、全線を通し運行するのは4往復のみである。
  - 休日ダイヤは、季節によっても運行本数が異なる（冬季減回）。
  - 2017年3月26日から静岡駅前～曲金六丁目間を八幡・小黒経由に経路変更された[29]。
  - 相良営業所・浜岡営業所・唐瀬営業所との共管である。
  - 2020年の新型コロナによるダイヤ改正で、平日のみ鳥坂営業所の担当が復活した。

## 休廃止路線

### 小鹿線
- 運行系統および主要停留所
  - 新静岡 - 静岡駅前 - 栄町 - 豊原町 - 小黒一丁目 - 曲金三丁目歯科医師会館前 - 農業会館前 - 済生会病院正面 - 県立短大 - 三菱電機前 - 競輪場前 → 小鹿営業所（30）
  - 新静岡 → 静岡駅前 → 栄町 → 豊原町 → 小黒一丁目 → 曲金三丁目歯科医師会館前 → 農業会館前 → 済生会病院正面 → 小鹿局前 → 競輪場入口 → 小鹿営業所（31）
  - 静岡駅南口→（直通）→三菱電機前（三菱電機静岡製作所の稼働日のみ運行）
- 概説
  - 新静岡、静岡駅前と、静岡市駿河区の曲金および小鹿地区を、国道1号、産業館西通り（市道東町豊田線）、南幹線（県道407号静岡草薙清水線）、市道曲金小鹿線を経由して結ぶ路線であり、1950年代末期に「小鹿循環線」を「小鹿線」と「池田線」に分離して開設された。同地区には静岡済生会総合病院、県立短大（現 静岡県立大学小鹿キャンパス）、三菱電機静岡製作所、静岡競輪場が立地し、それらに関連する寮や公務員宿舎（合同宿舎小鹿住宅）等も立地していたことから高頻度運行が行われていた。また、小鹿地区はループ状の運行経路を採っており、三菱電機の通勤時間帯にあわせ、朝9時台までを三菱電機経由、以降の時間帯を競輪場入口経由としていた。
  - 開設当初は国道1号春日一丁目交差点付近から曲金踏切、旧東海道と旧小鹿通り（現 市道曲金小鹿線）を経由していたが、1960年代前半には東海道本線の静岡操車場（東静岡貨物駅（現 静岡貨物駅）の建設に伴う柚木（ゆのき）アンダーパスと小鹿通り新道（現 市道宮前大谷線）の開通に伴い、国道1号柚木交差点から小鹿通り・静岡盲学校前停留所を経由する経路に変更された。さらに東海道本線の高架化事業と産業館西通り（現 市道東町豊田線）開通後の1980年代半ばには、再び春日一丁目交差点から産業館西通り・豊原町停留所を経由する運行経路へと変更された。
  - 1981年（昭和56年）には、従来の新静岡駅一点集中型から静岡駅南口の交通結節点強化のために「みなみ循環線」（現 みなみ線）が開設され、2005年（平成17年）4月には政令市誕生により、静岡駅南口から駿河区役所、済生会病院正門など駿河区内の主要施設を巡回する同線の利用者が増加していったことに加え、2009年（平成21年）からは新静岡駅ビル（現 新静岡セノバ）再開発事業により静岡駅前（北口）止まりとなったことから、大幅な減便が実施された。
  - 2017年（平成29年）3月には運転士不足により運休となり、[30]現在は静岡駅北口方面は「美和大谷線」、静岡駅南口方面は「みなみ線」に旅客の流動が集約されている。
- 沿革
  - 1959年（昭和34年）6月16日 - 静岡第一営業所の管轄で開設された。
    - 新静岡 - 静岡駅前 - 栄町 - 日の出町 - 東町 - 下横田 - 曲金三丁目 - 済生会病院前 - 薬大前 - 競輪場入口

  - 1961年（昭和35年）10月1日 - 同日現在の路線図では、薬大前停留所が小鹿局前となり、新たに薬大前、三菱入口、競輪場前を経由して競輪場入口に至る経路が開設されている。日祭日運休で朝のラッシュ時間帯の下りを三菱入口廻り、夕方のラッシュ時間帯の下りを競輪場入口まわりとするループ運行を行う通勤・通学系統が多数設定されていた。また、最終
    - （七間町 → ）新静岡 - 静岡駅前 - 下横田 - 曲金三丁目 - 済生会病院前 - 小鹿局前（ - 競輪場入口 - 競輪場前 - 三菱入口 - 薬大前 - ）

  - 1963年（昭和38年）
    - 9月 - 静岡第一営業所から静岡小鹿営業所に移管された。
    - 12月16日 - 東海道本線の東静岡貨物駅の建設工事に伴い南北接続の都市計画街路柚木（ゆのき）地下道（現 小鹿通り）が完成した。[31][32]

  - 1964年（昭和39年）5月1日 - ワンマン運行を開始し、ラッシュ時の輸送力増強が行われた。これに伴い運行回数が1日89回から125回に増回された。また、前年末の柚木地下道の開通により曲金踏切経由から静岡盲学校前経由に変更され、都市計画街路 南幹線（通称 カネボウ通り 現 県道407号静岡草薙清水線）の八幡二丁目交差点から曲金四丁目交差点までの拡幅工事の完了に伴い、静岡駅南口発着の系統が新たに開設されている。[33][34]
    - 新静岡 - 静岡駅前 - 栄町 - 下横田 - 静岡盲学校前 - 曲金三丁目 - 済生会病院前 - 小鹿局前（ → 薬大前 → 三菱入口 → 競輪場前 → 競輪場入口 → ）
    - 静岡駅南口 - 稲川町 - 曲金三丁目 - 済生会病院前 - 小鹿局前（ → 薬大前 → 三菱入口 → 競輪場前 → 競輪場入口 → ）

  - 1972年（昭和47年）
    - 3月11日 - 東海道本線の都市計画道路東町高松線（現 産業館西通り東森下架道橋）から静岡駅を挟み宝台橋（現 宝台院架道橋）までの東西2.5Kmの高架化が都市計画事業として認可された。[35]

  - 1973年（昭和48年）
    - 10月24日 - 高架化事業に伴い旧東海道の曲金踏切がアンダーパスとなった。[36]
    - 11月15日 - 同日現在の時刻表および系統番号表では、新静岡発着のループ系統（30）小鹿営業所入出庫系統（31）南口系統（39）の3系統が運行されていた。
      - （30）新静岡 - 静岡駅前 - 栄町 - 下横田 - 静岡盲学校前 - 曲金入口 - 農業会館前 - 済生会病院前 - 小鹿局前（ - 競輪場入口 - 競輪場前（31）- 三菱入口 - 薬大前 - ）※三菱入口午前9時台まで三菱入口経由、10時台以降は競輪場入口経由
      - 静岡駅南口 - 稲川町 - 森下町 - 八幡二丁目 - 曲金入口 - 済生会病院前 - 小鹿局前 - 薬大前 - 三菱電機（39）

  - 1979年（昭和54年）2月15日 - 東海道本線の高架化事業が完了した。[37][38]
  - 1985年（昭和60年）4月8日 - 同日現在の時刻表では、日中13分間隔で平日82.5往復、日祝日68往復が運行されていた。
  - 1986年（昭和61年）4月 - 同月現在の路線図では、柚木アンダーパス経由から東森下架道橋および産業館西通り（現 市道東町豊田線 豊原町停留所）経由に変更されている。なお、小鹿方面行きは国道1号春日町1丁目交差点が右折不可のため、日の出町から伝馬町通りを経由して産業館西通りに直進する運行経路をとっていた。
    - （30）新静岡 - 静岡駅前 - 栄町 - 日の出町 - 豊原町 - 小黒一丁目 - 曲金入口 - 農業会館前 - 済生会病院前 - 小鹿局前（ - 競輪場入口 - 競輪場前（31）- 三菱入口 - 薬大前 - ）※三菱入口午前9時台まで三菱経由、10時台以降は競輪場入口経由

  - 1990年（平成2年）8月 - 同月現在の路線図では、静岡薬科大学が静岡県立大学に統合されたため、薬大前停留所が小鹿三丁目に変更されている。
  - 1997年（平成9年）4月 - 静岡薬科大学跡地に静岡県立大学短期大学部の新キャンパスが完成し、小鹿三丁目停留所が県立短大となった。
  - 2004年（平成16年）5月10日 - 小鹿営業所隣の老人福祉センター跡地に静岡市健康文化交流館「来・て・こ」が開館した。
  - 2005年（平成17年）4月1日 - 小鹿営業所を来てこ停留所とし、小鹿橋、小鹿を経由する運行経路に変更された。
    - 新静岡 - 静岡駅前 - 栄町 - 豊原町 - 小黒一丁目 - 曲金三丁目歯科医師会館前 - 農業会館前 - 済生会病院正面（ - 小鹿局前 - 競輪場入口 - 小鹿 - 小鹿橋 - 来てこ（31）- 競輪場前 - 三菱電機前 - 県立短大 - ）
    - 静岡駅南口→（直通）→ 三菱電機前（三菱電機静岡製作所 稼働日のみ運行）

  - 2007年（平成19年）4月16日 - 利用者減少により減便される一方、「みなみ線」が増便された。[39]また、来てこ停留所が再び小鹿営業所に名称変更され、小鹿と小鹿橋を経由せず競輪場入口から競輪場前を経由する運行経路に戻された。
  - 2009年（平成21年）10月1日 - 新静岡ターミナルビル再開発工事のため、全便静岡駅発着に変更し、15分間隔の運行から45分間隔の運行へと大幅に減便された。
  - 2017年（平成29年）3月26日 - 運行が休止された。運行休止前は平日の午前中のみの運行と大幅に削減されていた。[30][40]

### 東静岡静大線
- 運行系統および主要停留所
  - 東静岡駅南口 - 池田橋 - 長沼大橋南 - 東豊田小学校前 - 池田  - 本覚寺入口 - 堀ノ内 - 静岡大学（48）
- 概説
  - 1998年（平成10年）のJR東静岡駅の開業にあわせ、「池田線」の交通結節点を新静岡・静岡駅から同駅に変更すると共に、新たに静岡大学から東静岡駅へのフィーダー系統として池田経由と済生会経由の2系統を加えて「東静岡静大線」として開設された。[41][42]
  - 東静岡駅南口への商業集積は皆無であり、中心市街地へは乗り換えが必要となったため、循環系統と済生会経由の利用は伸び悩み、[43]2007年（平成19年）には東静岡駅から静岡大学への通学利用者のあった池田経由のみを残して廃止された。池田経由は土日祝日・大学休講日運休で東静岡発1日6本、静大発5本が運行されていたが、新型コロナウイルスの流行による休講やオンライン授業等への切り替えが追い打ちとなり、2021年（令和3年）には運行が休止された。
- 沿革
  - 1998年（平成10年）10月30日 - 「池田線」を東静岡駅発着の循環系統に変更し、新たに静岡大学と東静岡駅とを結ぶ2系統を加え開設された。
    - 循環系統：（外回り←）東静岡駅南口 - 曲金七丁目 - 曲金六丁目 - 済生会病院 - 小鹿局前 - 競輪場入口 - 小鹿 - 小鹿公民館前 - 小鹿北原 - 本覚寺入口 - 池田 - 東豊田小学校前 - 長沼大橋南 - 池田橋 - 東静岡駅南口（→内回り）
    - 済生会経由：東静岡駅南口 - 曲金七丁目 - 曲金六丁目 - 済生会病院 - 小鹿局前 - 競輪場入口 - 小鹿 - 小鹿公民館前 - 堀ノ内 - 片山 - 静大前（47）
    - 池田経由：東静岡駅南口 - 池田橋 - 長沼大橋南 - 東豊田小学校前 - 池田 - 本覚寺入口 - 小鹿北原 - 堀ノ内 - 片山 - 静大前（48）

  - 2007年（平成19年）4月16日 - 循環系統と済生会経由が廃止された。
  - 2021年（令和3年）3月 - 運行を休止した。

### 池田線
- 運行系統および主要停留所
  - （32）新静岡 - 静岡駅前 - 栄町 - 日の出町 - 東町 - 下横田 - 静岡盲学校前（ → 済生会病院前 → 競輪場入口（33）→ 小鹿公民館前 → 本覚寺入口 → 池田 → 東豊田小学校前 → 静岡ガス工場前 → 曲金五丁目 → ）
  - （37）新静岡 - 静岡駅前 - 栄町 - 日の出町 - 東町 - 下横田 - 静岡盲学校前（ → 静岡酸素前 → 静岡ガス工場前 → 東豊田小学校前 → 池田→ 小鹿北原 → 小鹿公民館前 → 競輪場入口（38）→ 済生会病院前 → ）
- 概説
  - 1950年代末期に「小鹿循環線」を「小鹿線」と「池田線」に分離して静岡第一営業所の管轄で開設された。「小鹿大谷線」と小鹿公民館前までは同様の運行経路となるが、大谷街道を北に分岐し東豊田小学校を結んでいた。
  - 1960年代末期には再び「小鹿循環線」と同様の池田街道を経由するループ運行となり、新静岡を午前に発車する便を済生会経由、午後を酸素前経由として運行していた。競輪場止まりの入庫便には（33）済生会病院経由・（38）静岡酸素前経由の系統番号も設定されていたが、晩年は方向幕には番号は表示されていなかった。
  - 1998年（平成10年）10月の東静岡駅の開業に合わせて同駅を結節点とする「東静岡静大線」が開設され廃止となった。[41]
- 沿革
  - 1959年（昭和34年）6月16日 -「小鹿循環線」から分離して開設された。日中は概ね30分間隔で東豊田小学校行き31本、東豊田小学校発30本が運行されており、最終の東豊田小学校行きは映画バスとして七間町発となっていた。
    - （七間町 → ）新静岡 - 静岡駅前 - 栄町 - 日の出町 - 東町 - 下横田 - 曲金三丁目 - 曲金五丁目 - 済生会病院前 - 薬大前 - 競輪場入口 - 小鹿北原 - 池田 - 東豊田小学校前

  - 1960年（昭和35年）12月1日 - 同日現在の時刻表では東豊田小学校行35本、東豊田小学校発が34本に増回されている。
    - （七間町 → ） 新静岡 - 静岡駅前 - 栄町 - 日の出町 - 東町 - 下横田 - 曲金三丁目 - 曲金五丁目 - 済生会病院前 - 薬大前 - 競輪場入口 - 新田入口 - 小鹿北原 - 本覚寺入口 - 池田 - 東豊田小学校前

  - 1961年（昭和36年）10月1日 - 同日現在の路線図では小鹿公民館前停留所が開設されており、薬大前停留所が移転し小鹿局前となっている。
    - （七間町 → ）新静岡 - 静岡駅前 - 栄町 - 日の出町 - 東町 - 下横田 - 曲金三丁目 - 曲金五丁目 - 済生会病院前 - 小鹿局前 - 競輪場入口 - 新田入口 - 小鹿公民館前 - 小鹿北原 - 本覚寺入口 - 池田 - 東豊田小学校前

  - 1963年（昭和38年）9月 - 静岡第一営業所から静岡小鹿営業所に移管された。
  - 1966年（昭和41年）5月10日 - 同日現在の時刻表では酸素前経由、競輪場経由として循環系統となっている。
  - 1972年（昭和47年）11月 - 同月現在の路線図では次の経路を運行していた。
    - （酸素前経由 ← ） 新静岡 - 静岡駅前 - 栄町 - 下横田 - 静岡盲学校前 - 曲金入口 - 農業会館前 - 済生会病院前 - 小鹿局前 - 競輪場入口 - 小鹿 - 小鹿公民館前 - 本覚寺入口 - 池田 - 東豊田小学校前 - 静岡ガス工場前 - 静岡酸素前 - 曲金四丁目 - 下横田 - 栄町 - 静岡駅前 - 新静岡（ → 済生会経由）

  - 1985年（昭和60年）4月8日 - 同日現在の時刻表では平日午前の済生会経由は、競輪場入口始発の出庫便が4本、循環系統（32）が16本、競輪場入口止まりの入庫便が1本、午後の酸素前経由は豊田東小学校始発の出庫便が2本、循環系統（37）が24本、競輪場入口止まり（38）が2本の合計49本の運行であった。
    - （37 ← 酸素前経由 ）新静岡 - 静岡駅前 - 栄町 - 下横田 - 静岡盲学校前 - 曲金入口 - 農業会館前 - 済生会病院前 - 小鹿局前 - 競輪場入口 - 小鹿 - 小鹿公民館前 - 本覚寺入口 - 池田 - 東豊田小学校前 - 静岡ガス工場前 - 静岡酸素前 - 曲金四丁目 - 下横田 - 栄町 - 静岡駅前 - 新静岡（ 済生会経由→ 32）
    - 新静岡 → 静岡駅前 → 栄町 → 下横田 → 静岡盲学校前 → 曲金入口 → 農業会館前 → 済生会病院前 → 小鹿局前 → 競輪場入口（33/止）
    - （38/止）競輪場入口 - 小鹿 - 小鹿公民館前 - 本覚寺入口 - 池田 - 東豊田小学校前 - 静岡ガス工場前 - 静岡酸素前 - 曲金四丁目 - 下横田 - 栄町 - 静岡駅前 - 新静岡
    - 新静岡 ← 静岡駅前 ← 栄町 ← 下横田 ← 静岡盲学校前 ← 曲金入口 ← 農業会館前 ← 済生会病院前 ← 小鹿局前 ← 競輪場入口 ← 小鹿 ← 小鹿公民館前 ← 本覚寺入口 ← 池田 ← 東豊田小学校前

  - 1998年（平成10年）10月29日 - 同日の運行を以って廃止され、翌30日の東静岡駅の開業にあわせ、同駅を起点とする「東静岡静大線」に整理された。

### 小鹿循環線
- 運行系統および主要停留所
  - （池田廻り←）新静岡 - 静岡駅前 - 栄町 - 日ノ出町 - 下横田 - 曲金三丁目 - 済生会病院前 - 薬大前 - 競輪場入口 - 小鹿 - 池田 - 東豊田小学校前 - 静岡酸素前 - 曲金三丁目 - 下横田 - 栄町 - 静岡駅前 - 新静岡（→小鹿廻り）
  - 新静岡 - 静岡駅前 - 栄町 - 日ノ出町 - 下横田 - 曲金三丁目 - 済生会病院前 - 薬大前 - 競輪場入口 - 小鹿
- 概説
  - のちのタミヤとなる田宮自動車商会の路線を戦時統合によって静岡鉄道が継承した路線であり、1950年代前半に小鹿地区からの要望によって静岡営業所の管轄で開設された。開設当初は静岡駅 - 大谷間を結ぶ路線であったが、大谷方面は1950年代半ばには「大谷循環線」として分離され、さらに高度経済成長に突入した1950年代後半には小鹿地区の旺盛な需要に対応するため静岡第一営業所の管轄で「小鹿線」「池田線」に分離された。
- 沿革
  - 1952年（昭和27年）
    - 8月20日 - 路線が免許された。[44]
    - 10月4日 - 静岡営業所静岡営業区の管轄で路線が開設された。[45]

  - 1953年（昭和28年）
    - 3月21日 - 静岡競輪場が開設された。
    - 9月 - 同月改正の時刻表では次の4系統が存在していた。静岡駅-大谷間は朝6時台から18時台まで毎時1本の1日13往復が運行されており、うち16時台の下り1本と大谷発上り4本が池田廻りで他は小鹿廻りの運行であった。また、朝7時台にはのちの「小鹿線」に相当する小鹿止まり小鹿発の区間系統が1往復、19時台の最終便は、のちの「池田線」小鹿経由と同じ経路で小鹿経由小鹿止まり→小鹿発池田経由となる区間系統が1本運行されていた。
      - 小鹿廻り：静岡駅 - 小鹿 - 大谷
      - 池田廻り：静岡駅 - 池田 - 大谷
      - 区間系統：静岡駅 - 小鹿 - 静岡駅 / 静岡駅 - 小鹿 - 池田 - 静岡

  - 1954年（昭和29年）12月1日 - 同日改正の時刻表では、大谷方面は「大谷循環線」として分離され、小鹿と池田を循環する系統に再編されている。小鹿廻り、池田廻り共に1日10本が運行されていた。
    - 小鹿循環線：（池田廻り←）静岡駅 - 小鹿 - 池田 - 静岡駅（→小鹿廻り）
    - 大谷循環線：（有東廻り←）静岡駅 - 小鹿 - 大谷 - 富士見 - 有東 - 静岡駅（→小鹿廻り）

  - 1955年（昭和30年）7月20日 - 同日改正の時刻表では、新静岡バスセンターの開設により新静岡発着となっている。
    - （池田廻り←）新静岡 - 静岡駅 - 小鹿 - 池田 - 静岡駅 - 新静岡（→小鹿廻り）

  - 1956年（昭和31年）- 静岡第一営業区の管轄となった。
    - 1958年（昭和33年）7月1日 - 同日現在の時刻表では、小鹿廻り1日23本、池田廻り14本に大幅に増回されている。また、加えて小鹿廻りには小鹿折り返しの区間系統が概ね10分間隔で41往復運行されていた。

  - 1959年（昭和34年）6月16日 - 同日現在の時刻表では小鹿経由の区間系統が競輪場入口からループ運行を行う「小鹿線」として分離され、「小鹿循環線」は「池田線」に名称変更されている。

### 大谷循環線
- 運行系統および主要停留所
  - （有東廻り←）静岡駅前 - 日ノ出町 - 森下町 - 八幡二丁目 - 八幡 - 有東 - 高松 - 大谷 - 小鹿 - 下横田 - 横田三丁目 - 横田一丁目 - 伝馬町 - 静岡駅前（→小鹿廻り）
- 概説
  - 1950年代半ばに「小鹿循環線」の大谷方面行きを分離し、大谷から久能街道（現 市道浜街道線、富士見台高松線、高松日出町線）を経由して富士見地区を循環する新たな系統が開設された。さらに1950年代末期には循環系統を廃止し「小鹿大谷線」と「富士見線」に分離された。
- 沿革
  - 1954年（昭和29年）12月1日 - 同日改正の時刻表では 小鹿廻り、有東廻り共に1日7本が運行されていた。
    - （有東廻り←）静岡駅 - 小鹿 - 大谷 - 富士見 - 有東 - 静岡駅（→小鹿廻り）

  - 1955年（昭和30年）7月20日 - 同日改正の時刻表では、同年4月に開業した新静岡バスセンター発着となっており、のちの「富士見線」に相当する富士見発の区間系統も開設され、上りのみ3本が運行していた。また、映画バスとして22時台に七間町発小鹿廻りが1本設定されていた。
    - 新静岡 - 静岡駅 - 小鹿 - 大谷 - 富士見 - 有東 - 静岡駅 - 新静岡
    - 富士見 → 有東 → 静岡駅 → 新静岡
    - 七間町（静岡オリオン座前発） → 新静岡 → 静岡駅 → 小鹿 → 大谷 → 富士見 → 有東 → 静岡駅 → 新静岡

  - 1958年（昭和33年）7月1日 - 同日現在の時刻表では「小鹿大谷線」と「富士見線」に整理されている。

### 駅南小鹿線
- 競輪場前→済生会病院前→農業会館前→八幡二丁目→森下小学校前→静岡駅南口（29）
  - 廃止前は平日朝のみの片道運行。
  - みなみ循環（現みなみ線）開業前は平日朝夕のみの運行で、競輪場付近は以前の小鹿線同様ループ運転となる。
  - 昭和40年代までは新静岡発着だった。

（当時の経路）

（往路）新静岡 - 県庁前 - 本通三丁目 - 七間町 - 宝台橋 - 馬渕二丁目 - 稲川町 - 静岡駅南口 - 森下小学校 - 八幡二丁目 - 農業会館前 - 済生会病院前 - 小鹿局前

（復路）競輪場入口 - 競輪場前 - 三菱入口 - 薬大前 - 小鹿局前 - （往路と同じ） - 八幡二丁目 - 八幡三丁目 - 静岡駅南口 - （行きと同じ） - 県庁前 - 静岡駅前 - 新静岡

### 富士見線
- 運行系統および主要停留所
  - 新静岡 → 静岡駅前 → 伝馬町 → 栄町 → 八幡二丁目 → 南郵便局 産業館前 → 静岡総合庁舎 → 南警察署 → 小鹿営業所（24）
  - 新静岡 ← 静岡駅前 ← 栄町 ← 八幡二丁目 ← 八幡五丁目 ← 市立商業前 ← 南警察署前 ← 小鹿営業所
- 概説
  - 1950年代後半に、久能街道経由だった「久能山線」が登呂遺跡への観光ルート上にある石田街道経由に付け替えられ、それまでの静岡駅から久能街道を経由して高松までの区間には「大谷循環」と「宮竹循環」が開設された。さらに「大谷循環」は「小鹿大谷線」に整理され、「宮竹循環」の石田街道区間も「久能山線」に整理され、久能街道経由の静岡 - 高松間が「富士見線」として分離された。
  - 開設当時は高度経済成長期に入り自動車交通量が急激に増加した時期にあたり、1960年代前半には、国道1号（静清国道）の日出町交差点から八幡踏切付近への右折渋滞の回避のため、富士見方面行は伝馬町を経由して現在の県道354号静岡環状線（つつじ通り）から八幡方面に直進するよう系統が変更された。さらに国道1号の静岡駅前付近の渋滞解消のため、静岡駅前での折り返しを減らし他の路線に直通する政策が採られた結果「柳新田線」と統合され「柳新田富士見線」となった。これにより「富士見線」は一旦消滅した。
  - 県立総合病院の開院と静岡駅前北口バスターミナルが整備された1980年代前半には「柳新田富士見線」が再び「県立総合病院線」と「富士見線」に分割された。なお「県立総合病院線」との直通運行が引き続き行われたが、長距離運行による遅延防止のため、朝の通勤・通学時間帯のみの運行となっていた。
  - 1970年代以降、都市計画道路東町高松線（旧 曙町通り 現 産業館西通りおよび県道384号高松日出線新道）の整備が進み、小黒地区に静岡県の静岡総合庁舎や鐘紡静岡工場跡地に静岡産業館（現 ツインメッセ静岡）、高松地区には土地区画整理事業により登呂コープタウンが整備された結果、それらを経由する「小黒富士見線」に徐々に基幹路線の座を譲り、「富士見線」はそれを補完する旧道経由の路線という位置付けとなっていった。1990年代半ばには「県立総合病院線」と「小黒富士見線」が統合され南北直通の基幹路線として「県立病院高松線」が誕生し、更に1990年代末期の路線バスの大規模な再編の際には「県立病院高松線」が並行しており影響が少ないという理由から廃止された。[46]
- 沿革
  - 1958年（昭和33年）- 同年12月の路線図では次の経路を運行していた。
    - 新静岡 - 静岡駅前 - 栄町 - 森下町 - 八幡二丁目 - 八幡三丁目 - 有東 - 市立商業前 - 富士見 - 新富士見 - 富士見工業前 - 高松

  - 1961年（昭和36年）9月10日 - 静清国道（国道1号）の日出町交差点から八幡踏切付近への右折渋滞の回避のため、富士見方面行は伝馬町を経由して現在のつつじ通り（県道354号静岡環状線）から八幡方面に直進するよう系統が一部変更された。[47]
  - 1962年（昭和37年）12月1日 - 静岡駅前の混雑解消のため「柳新田線」と統合され「柳新田富士見線」となった。[48]
  - 1983年（昭和58年）2月 - 「柳新田富士見線」が「県立総合病院線」と「富士見線」に再び分離された。なお「柳新田富士見線」時代に富士見台方面は都市計画道路東町高松線（産業館西通り・県道384号高松日出線新道）を経由し登呂一丁目から久能街道を経由して新静岡方面行に戻る循環系統となっている。[49][50]
    - 新静岡 - 静岡駅前 → 伝馬町 → 栄町 → 森下町 → 八幡二丁目 → 南郵便局前 → 静岡総合庁舎 → 富士見台（23）→ 登呂一丁目 → 八幡五丁目 → 八幡二丁目 → 静岡駅前 → 新静岡

  - 1991年（平成3年）4月1日 - SBS通り、静岡南警察署を経由して小鹿営業所を入出庫する系統が開設された。日中を中心に1日20回の運行であった。[51]
  - 1994年（平成6年）- 「県立総合病院線」と「小黒富士見線」が統合され「県立病院高松線」が開設された。これに合わせて「富士見線」の富士見台 - 有東三丁目区間を経由する循環系統が廃止され、小鹿営業所を起終点にSBS通りを経由する系統のみの運行となった。[52]
  - 1998年（平成10年）2月 - 「不採算路線再編計画」に盛り込まれ、静岡市と協議の結果、廃止の影響が少ないとして同年度を以って廃止が決定された。[46]
  - 1999年（平成11年）3月末の運行を以って廃止された。

### 小黒富士見線
- 運行系統および主要停留所
  - 新静岡 - 静岡駅前 -（ → 伝馬町→）- 栄町 - 森下町 - 八幡二丁目 - 小黒二丁目 - 南郵便局産業館前 - 静岡総合庁舎  - 有明町南（→ 富士見台（21）→・← 市立商業前 ← 有東三丁目 ← ）- 登呂一丁目 - 登呂二丁目 - 宮竹一丁目 - 登呂コープタウン（20）
- 概説
  - 「柳新田富士見線」の旧「富士見線」区間の増強のため1960年代半ばに開設された。沿線には有東住宅や有明団地などの公営住宅に加え、富士見台や登呂1丁目周辺の宅地化の進行により利用者が急増していたが、久能街道（現 県道384号高松日出線）が狭隘なため、増回すればするほど遅延が発生してしまう状況となっていた。[53] このため、八幡2丁目交差点から久能街道を経由せず、県道407号（カネボウ通り）と都市計画道路東町高松線（曙町通り 現 産業館西通りおよび県道384号高松日出線新道）を経由して新静岡・静岡駅と登呂一丁目や富士見台周辺を結ぶ「小黒富士見線」を新たに開設した。
  - 「柳新田富士見線」と同様に国道1号八幡踏切付近の右折渋滞の回避のため伝馬町を経由していたが、さらに1970年代後半からは、伝馬町から国道1号への右折渋滞回避のため、下りのみ伝馬町経由となった。
  - 1980年代前半には「柳新田富士見線」が「県立総合病院線」と「富士見線」に再分離されたが、静岡産業館（現ツインメッセ静岡）の開業や、登呂二丁目から宮竹周辺の宅地化の進行により「小黒富士見線」が延伸、増強されたことにより「富士見線」が「小黒富士見線」の補完路線という位置付けに逆転しており、1990年代には「小黒富士見線」が「県立総合病院線」と統合され「県立病院高松線」となり、「富士見線」は廃止されている。
- 沿革
  - 1966年（昭和41年）5月10日 - 新静岡センター新バスターミナルの開業に合わせて開設された。[53]
  - 1972年（昭和47年）
    - 3月11日 - 東海道本線の都市計画道路東町高松線（現 産業館西通り東森下架道橋）から静岡駅を挟み宝台橋（現 宝台院架道橋）までの東西2.5Kmの高架化が都市計画事業として認可された。 [35]
    - 11月 - 東海道本線の高架化事業が着工した。[54]同月現在の路線図では次の経路を運行していた。
      - 新静岡 - 静岡駅前 - 伝馬町 - 栄町 - 森下町 - 八幡二丁目 - 小黒二丁目 - 小黒三丁目  - 小黒五丁目 - 有明町北 - 有明町南 - 市立商業前（22）（ → 富士見 → 登呂台町一丁目 → 登呂台町入口 → ）（20）

  - 1976年（昭和51年）3月 - 高松地区の土地区画整理事業により登呂コープタウン（賃貸低層住宅団地11棟240戸）が完成した。[55][56]
  - 1977年（昭和52年）
    - 2月 - 同月現在の路線図では東海道本線の八幡踏切 を迂回し下横田、曲金を経由する系統が存在している。
      - 新静岡 - 静岡駅前-（ → 伝馬町 →）- 栄町 - 日出町 - 下横田 - 静岡盲学校前 - 曲金入口 - 小鹿二丁目 - 南郵便局前 - 有明町北 - 有明町南（→ 富士見台（21） → 登呂一丁目 → 有東三丁目 → 市立商業前（22）→）

    - 10月17日 - 東海道本線下りの高架化が完了し、それまでの1日の踏切遮断時間が8.4時間から半減した。[57] [58]

  - 1979年（昭和54年）2月15日 - 東海道本線上りの高架が開通し高架化が完了した。[59][60]
  - 1982年（昭和57年）
    - 3月13日 - 鐘紡静岡工場跡地に静岡産業館（現ツインメッセ静岡）が落成した。[61]
    - 8月20日 - 有明町に静岡県静岡総合庁舎が落成し、有明町北停留所が静岡総合庁舎前に変更された。

  - 1983年（昭和58年）3月 - 同月現在の路線図では登呂コープタウンまで延伸している。
  - 1992年（平成4年）- バスロケーションシステムが導入された。[28]
  - 1994年（平成6年）- 「県立総合病院線」と統合され「県立病院高松線」となった。

### 曲金富士見線
- 運行系統および主要停留所
  - 新静岡 - 静岡駅前 - 栄町 - 日出町 - 東町 - 下横田 - 曲金三丁目 - 済生会病院前 - 小鹿局前 - 豊田中学校前 - 小黒五丁目 - 曙町 - 市立商業前 - 新富士見

- 概説
  - 1950年代末期に「小鹿・石田循環線」から分離延伸して開設された。新静岡 - 小鹿局前 間は「小鹿大谷線」小鹿局前 - 市立商業前間は「石田豊田線」市立商業前 - 新富士見 間は「富士見線」が併行していた。
  - 1960年代半ばには「柳新田富士見線」の曲金経由として整理統合された。

- 沿革
  - 1959年（昭和34年）6月16日 - 同日改正の時刻表では1日5往復の運行であった。
  - 1962年（昭和37年）11月25日 - 同日現在の時刻表では1日3往復に減便されている。
  - 1963年（昭和38年）9月 - 小鹿営業所の管轄となった。
  - 1964年（昭和39年）5月1日 - 「柳新田富士見線」に整理統合された。

### 柳新田富士見線
- 運行系統および主要停留所
  - （70）柳新田 - 城北高校前 - 岩成不動 - 中央公民館前 - 長谷通り - 英和女学院前 - NHK前 - 中町 - 県庁前 -（23）新静岡 - 静岡駅前 - （ → 伝馬町 → ）- 森下町 - 八幡二丁目（ → 小黒二丁目 → 南郵便局前 → 静岡総合庁舎 → 富士見台（21）→ 登呂一丁目 → 八幡五丁目 → ）

- 沿革
  - 1962年（昭和37年）12月1日 - 静岡駅前の混雑解消のため「柳新田線」と「富士見線」が統合され「柳新田富士見線」となった。[48]新静岡ではバスターミナルへは乗り入れず、御幸町通りへの停車であった。
  - 1963年（昭和38年）9月 - 静岡国吉田営業所と静岡小鹿営業所の共管となった。
  - 1966年（昭和41年）5月10日 - 新静岡センター新バスターミナルへの乗り入れを開始した。
  - 1983年（昭和58年）2月1日 - 旧柳新田線区間が唐瀬営業所との共管で「県立総合病院線」となり、「富士見線」が再分離された。

#### 新静岡セノバ直行便石田号
- 下島 -《この間各バス停停車》- 大坪町 -《この間通過》- 新静岡
  - 2011年12月30日から、新静岡セノバへの直行便として運転を開始した。他の新静岡セノバ直行便とは異なり、復路もノンストップ運転する区間がある。
  - 下島バス停周辺には折返設備がないため、バスは下島－東大谷間を回送運転している。
  - 2012年10月限りで運行を終了した他の「新静岡セノバ直行便」と異なり、2012年11月以降も休日ダイヤのみの運行を継続していたが、2014年3月30日の運行をもって廃止された。

## 車両
- 三菱・いすゞ・日野・UDトラックス（旧:日産ディーゼル）の4メーカー全ての車両が配置されている。